# Блоде
Блоде́ (фр. Blaudeix, окс. Blaudés) — коммуна во Франции, находится в регионе Лимузен. Департамент коммуны — Крёз. Входит в состав кантона Жарнаж. Округ коммуны — Гере.
Код INSEE коммуны — 23023.

## Население
Население коммуны на 2010 год составляло 116 человек.
| 1962 | 1968 | 1975 | 1982 | 1990 | 1999 | 2010 |
| ---- | ---- | ---- | ---- | ---- | ---- | ---- |
| 159  | 145  | 103  | 105  | 104  | 98   | 116  |

## Экономика
В 2010 году среди 68 человек трудоспособного возраста (15—64 лет) 43 были экономически активными, 25 — неактивными (показатель активности — 63,2 %, в 1999 году было 57,6 %). Из 43 активных жителей работали 40 человек (23 мужчины и 17 женщин), безработных было 3 (2 мужчин и 1 женщина). Среди 25 неактивных 3 человека были учениками или студентами, 14 — пенсионерами, 8 были неактивными по другим причинам.